# Amadou Alassane
Amadou Alassane est un footballeur franco-mauritanien, né au Havre le 7 avril 1983, qui a joué au Havre Athletic Club de 2006 à 2009, et jusqu'en 2022 au poste d'attaquant à l'ESM Gonfreville. Il est entraîneur de l'équipe de Tréfileries les Neiges, au Havre.

## Biographie
Il commence sa carrière professionnelle en 2006 au Le Havre AC qui évolue alors en Ligue 2. Appelé en sélection nationale mauritanienne en 2008, une blessure l'empêche d'honorer sa première sélection. 
Amadou Alassane est l'un des attaquants titulaires du HAC en 2008, année qui voit le club remporter le championnat de France de Ligue 2, et accéder à l'élite. La saison suivante, en 2008-2009, bien que le club termine dernier de Ligue 1, il est l’une des rares satisfactions havraises, avec dix buts inscrits. Plusieurs clubs de Ligue 1 comme le Stade rennais, l'AS Saint-Etienne, l'Olympique de Marseille et le LOSC font alors part de leur intérêt à son égard. Alassane effectue même un essai avec le Celtic Glasgow mais n'est finalement pas retenu. Le 19 août 2009, le joueur déclare avoir une malformation cardiaque qui l'oblige à arrêter sa carrière professionnelle, trois ans après l'avoir commencée. Il joue ensuite dans différents clubs amateurs de l'agglomération havraise. 
Il devient en 2021 entraîneur de l'équipe féminine des Neiges, club d'un quartier du Havre. En 2022, il devient entraîneur de l'équipe masculine de Tréfileries les Neiges. 

## Statistiques
| Saison                | Club                  | Championnat           | Championnat | Championnat | Championnat | Coupe nationale | Coupe nationale | Coupe nationale | Coupe de la Ligue | Coupe de la Ligue | Coupe de la Ligue | Total | Total | Total |
| Saison                | Club                  | Division              | M.          | B.          | P.d.        | M.              | B.              | P.d.            | M.                | B.                | P.d.              | M.    | B.    | P.d.  |
| 2006-2007             | Le Havre AC           | Ligue 2               | 14          | 1           | 0           | 0               | 0               | 0               | -                 | -                 | -                 | 14    | 1     | 0     |
| 2007-2008             | Le Havre AC           | Ligue 2               | 26          | 7           | 0           | 1               | 0               | 0               | 1                 | 0                 | 0                 | 28    | 7     | 0     |
| 2008-2009             | Le Havre AC           | Ligue 1               | 32          | 10          | 1           | 1               | 1               | 0               | 3                 | 0                 | 0                 | 36    | 11    | 1     |
| Total sur la carrière | Total sur la carrière | Total sur la carrière | 72          | 18          | 1           | 2               | 1               | 0               | 4                 | 0                 | 0                 | 78    | 19    | 1     |

## Palmarès
- Champion de France de Ligue 2 avec Le Havre en 2008